# Mazda 110 S Cosmo
Mazda 110 S Cosmo – pierwszy seryjny samochód z dwurotorowym silnikiem Wankla produkowany przez japońskiego konstruktora samochodów Mazda w latach 1967—1972. Silnik był chłodzony cieczą.